# Lluer capnegre
El lluer capnegre (Spinus notatus) és un ocell de la família dels fringíl·lids (Fringillidae).

## Hàbitat i distribució
Habita boscos de coníferes de l'est, oest i centre de Mèxic, nord de Guatemala, Belize i nord de Nicaragua